# Калер, Густава
Густава Калер (урожденная Айгнер; 29 апреля 1906, Зальцбург — 22 марта 1987, Санкт-Файт-ан-дер-Глан) — австрийский геолог и палеонтолог. Была отмечена, в частности, за работу с Францем Херичем и своим мужем Францем Калером. В знак признания её открытия граптолитов в граувакке, её бывшая студентка Ида Пелцман назвала её честь два вида.

## Биография
Густава Айгнер родилась 29 апреля 1906 года в Зальцбурге. Ее родителями были юрист, доктор Густав Айгнер и Мария Айгнер, урожденная Мельблер. Густава получила среднее образование в гимназии для девочек «Mädchen-Reform-Realgymnasium», после чего она стала изучать геологию, палеонтологию, минералогию и петрографию в Университете Граца. Айгнер в те годы была всего лишь второй женщиной в истории, изучавшей геологию в австрийском университете — первоначально она планировала изучать ботанику; в пробуждении её интереса к геологии важную роль сыграл геолог и палеонтолог Франц Херич. В июле 1929 года, в возрасте 23-х лет, она получила докторскую степень защитив диссертацию, озаглавленную «Die Productiden des Karbons von Nötsch im Gailtal» и ставшую первым отражением изменения направления исследований в области: от минералогии и кристаллографии к стратиграфии и палеонтологии.
После получения степени, Айгнер пять лет преподавала в гимназии для девочек в Зальцбурге. В 1935 году она вышла замуж за банкира Франца Калера, также работавшего в группе Херича и закончившего свою докторскую диссертацию в 1931 году. Франц работал геологом на острове Клагенфурт (Норвегия), а также в Каринтии, где он — после окончания Второй мировой войны и возобновления карьеры — получил пост государственного геолога в 1947 году. Густава являлась соавтором многих работ как Херича, так и с своего мужа, которому она помогала в систематическом изучении фусулинид. Их исследования охватывали позднепалеозойскую стратиграфию Карнинских Альп. В 1937 году Густава и Франц разделили род Pseudoschwagerina на пять подгрупп.
Во время войны Густава Калер была интернирована в лагерь — как и её муж. После окончания боевых действий, в 1945 году, семье Калер пришлось, как и многим другим в то время, начинать всё сначала. Уже в 1946 году появляется их первая послевоенная совместная работа. На протяжении большей части своей карьеры Густава «находилась в тени» своего мужа — награды и почести обходили её стороной.
В июне 1979 года Университет Граца вручил Густаве Калер знак почёта от имени ассоциации учёных. В июне 1980 года Ассоциация женщин-учёных (нем. Verband der Akademikerinnen) также наградила её. Ида Пелцман, бывшая студентка Калер, назвала в её честь два вида граптолитов.
22 марта 1987 года Густава Калер умерла в австрийском городе Санкт-Файт-ан-дер-Глан после продолжительной болезни, перенеся три сложных операции.

## Семья
У Густавы Калер-Айгнер было три дочери, первая из которых родилась в 1937 году.

## Избранные публикации
- «Cephalopoden aus dem Unterkarbon von Nötsch im Gailtal». Mitteilungen der Naturwissenschaftlicher Verein für Steiermark, 1929, pp. 43-50.
- «Silurische Versteinerungen aus der Grauwackenzone bei Fieberbrunn», Verhandlungen der Geologischen Bundes-Anstalt, 1930, pp. 222—224.
- «Das Genus Isogramma im Carbon der Südalpen». Österreichische Akademie der Wissenschaften. Mathematisch-Naturwissenschaftliche Klasse, Denkschriften 102, 1931, pp. 303—316.
- «Beitrage zur Kenntnis der Fusuliniden der Ostalpen»: Die Pseudoschwagerinen der Grenzlandbanke und des oberen Schwagerinenkalkes. Paleontographica 87(1-2), 1937, pp. 1-44. pls. 1-3.
- «Uber das Wirken der Klagenfurter Münze als Montanbank des Kärntner Edelmetallbergbaus im 16. Jahrhundert» // ZBHSW, 1937, Bd. 85, S. 334—337.